# Dinámica de vuelo
La dinámica de vuelo en la aviación y la astronáutica es el estudio del rendimiento, la estabilidad y el control de los vehículos que vuelan por el aire o en el espacio exterior.  Se ocupa de cómo las fuerzas que actúan sobre el vehículo determinan su velocidad y actitud con respecto al tiempo.
En el caso de una aeronave de ala fija, su orientación cambiante con respecto al flujo de aire local se representa mediante dos ángulos críticos, el ángulo de ataque del ala («alfa») y el ángulo de ataque de la cola vertical, conocido como ángulo de deslizamiento («beta»). Se producirá un ángulo de deslizamiento lateral si una aeronave gira alrededor de su centro de gravedad y si la aeronave se desliza lateralmente en su conjunto, es decir el centro de gravedad se desplaza lateralmente. Estos ángulos son importantes porque son la principal fuente de cambios en las fuerzas y momentos aerodinámicos que se aplican a la aeronave.
La dinámica de vuelo de las naves espaciales implica tres fuerzas principales: propulsiva (motor cohete), gravitatoria y resistencia atmosférica. La fuerza propulsiva y la resistencia atmosférica tienen una influencia significativamente menor sobre una nave espacial determinada en comparación con las fuerzas gravitatorias.

## Aeronaves

Ejes para controlar la actitud de un avión

La dinámica de vuelo es la ciencia que estudia la orientación y el control de los vehículos aéreos en tres dimensiones. Los parámetros críticos de la dinámica de vuelo son los ángulos de rotación con respecto a los tres ejes principales de la aeronave alrededor de su centro de gravedad, conocidos como «balanceo», «cabeceo» y «guiñada».
Los ingenieros aeronáuticos desarrollan sistemas de control para la orientación de un vehículo (actitud) alrededor de su centro de gravedad. Los sistemas de control incluyen actuadores, que ejercen fuerzas en varias direcciones y generan fuerzas rotacionales o momentos alrededor del centro de gravedad de la aeronave, haciendo así que esta gire en cabeceo, balanceo o guiñada. Por ejemplo, un momento de cabeceo es una fuerza vertical aplicada a una distancia hacia delante o hacia atrás del centro de gravedad de la aeronave, que hace que esta se incline hacia arriba o hacia abajo.
El balanceo, el cabeceo y el guiñada se refieren, en este contexto, a las rotaciones alrededor de los ejes respectivos a partir de un estado de equilibrio definido. El ángulo de balanceo en equilibrio se conoce como nivel de alas o ángulo de inclinación cero, equivalente al ángulo de escora en un barco. El guiñada se conoce como «rumbo».
Una aeronave de ala fija aumenta o disminuye la sustentación generada por las alas cuando se inclina hacia arriba o hacia abajo aumentando o disminuyendo el ángulo de ataque (AOA). El ángulo de balanceo también se conoce como ángulo de inclinación en una aeronave de ala fija, que normalmente se «inclina» para cambiar la dirección horizontal del vuelo. Una aeronave está aerodinámicamente diseñada desde la nariz hasta la cola para reducir la resistencia aerodinámica, por lo que es ventajoso mantener el ángulo de deslizamiento lateral cerca de cero, aunque las aeronaves se deslizan lateralmente de forma deliberada cuando aterrizan con viento cruzado, como se explica en deslizamiento.

## Naves espaciales y satélites

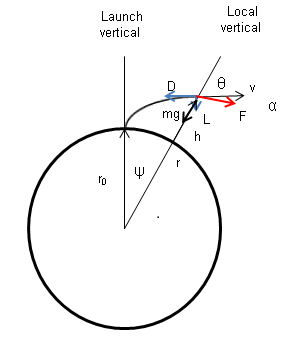
Vectores de fuerza propulsiva, aerodinámica y gravitatoria que actúan sobre un vehículo espacial durante el lanzamiento

Las fuerzas que actúan sobre los vehículos espaciales son de tres tipos: fuerza propulsora (normalmente proporcionada por el empuje del motor del vehículo); fuerza gravitatoria ejercida por la Tierra y otros cuerpos celestes; y elevación y resistencia aerodinámicas (cuando se vuela en la atmósfera de la Tierra u otro cuerpo, como Marte o Venus). La actitud del vehículo debe controlarse durante el vuelo atmosférico propulsado debido a su efecto sobre las fuerzas aerodinámicas y propulsoras. Existen otras razones, no relacionadas con la dinámica de vuelo, para controlar la actitud del vehículo en vuelos no propulsados (por ejemplo, control térmico, generación de energía solar, comunicaciones u observación astronómica).
La dinámica de vuelo de las naves espaciales difiere de la de las aeronaves en que las fuerzas aerodinámicas son muy pequeñas, o insignificantes, durante la mayor parte del vuelo del vehículo, y no pueden utilizarse para controlar la actitud durante ese tiempo. Además, la mayor parte del tiempo de vuelo de una nave espacial suele ser sin propulsión, por lo que la gravedad es la fuerza dominante.